# Estret de Roques
L'Estret de Roques és una pas estret entre roques al municipi de Sant Climent de Llobregat, que serveix de pas de comunicació amb el municipi veí de Sant Boi de Llobregat, tots dos dins de la comarca del Baix Llobregat.
Es tracta d'un pas físic i geogràfic que històricament ha servit de comunicació entre aquests dos municipis al llarg de la història. Fins i tot, a l'època medieval havia estat el pas del Camí Ral, que procedent de Barcelona, passava per Sant Boi dirigint-se a Sant Climent, i després a Begues, Olesa i Vilafranca. El topònim "Estret de Roques", es troba citat en documents de la primera meitat del segle xix. Però l'Estret de Roques actual no és el mateix pas entre roques d'aquest coll de muntanya que el pas d'abans de l'inici de la construcció de la carretera de Sant Climent, l'any 1907. Avui l'Estret de Roques és una trinxera excavada en el rocam per unir unes esplanacions que a final del segle xix es van fer entre Sant Climent i el coll i que, posteriorment, van ser aprofitades per construir la carretera actual, segons la memòria del projecte de 1907.